# Koraće
Koraće (cyr. Кораће) – wieś w Bośni i Hercegowinie, w Republice Serbskiej, w gminie Brod. W 2013 roku liczyła 1151 mieszkańców.